# Nandus mercatus
Nandus mercatus là danh pháp khoa học của một loài cá thuộc họ Cá sặc vện.

## Từ nguyên
Tính từ định danh mercatus có nguồn gốc từ tiếng Latinh, nghĩa là nơi mua bán hoặc chợ. Tên được sử dụng để chỉ phương pháp mà mẫu định danh có được (mua ngoài chợ), và tôn vinh chợ cá này, một công cụ có giá trị đối với tác giả.

## Phân bố
Loài này được tìm thấy trong lưu vực sông Musi ở miền nam đảo Sumatra,Indonesia. Hiện chưa có thông tin công bố về môi trường sống và sinh thái của loài này, nhưng rất có thể nó sinh sống trong các khu rừng đầm lầy và các sinh cảnh rừng với nước chảy chậm hơn, giống như đối với N. nebulosus cũng có trên đảo Sumatra.

## Đặc điểm
Vây lưng: tia gai 14, tia mềm: 10. Vây hậu môn: tia gai 3, tia mềm: 5 - 6; Đốt sống: 22. Không tìm thấy đặc điểm chẩn đoán duy nhất nào cho loài này, với sự kết hợp của các đặc điểm sau đây chẩn đoán nó từ tất cả các đồng loại: độ sâu cơ thể 43,0–43,2% chiều dài tiêu chuẩn, 15 tia vây ngực, 29–32 vảy trên đường bên, 11–12 hàng vảy phía dưới đường bên, và tiết diện trước lưng hơi lõm. Trong số các đồng loại Đông Nam Á thuộc hệ động vật Sunda, N. mercatus được phân biệt với N. nebulosus ở chỗ có tiết diện trước lưng hơi lõm (so với thậm chí hoặc hơi lồi), hố mõm dài tới gần một nửa (so với trên một nửa) khoảng cách trước lưng và ít tia vây ngực hơn (15 so với 17–19), và từ N. prolixus ở chỗ có ít vảy trên đường bên hơn (29–32 so với 33–37) và cơ thể sâu hơn (43,0–43,2% chiều dài tiêu chuẩn so với 37,6–40,5%). Nó khác với các đồng loại Nam Á N. andrewi và N. nandus ở chỗ có ít vảy trên đường bên hơn (29–32 so với 42–55), ít hàng vảy phía dưới đường bên hơn (11–12 so với 14–18) và cơ thể sâu hơn (43,0–43,2% chiều dài tiêu chuẩn so với 24,3–37,1%). N. mercatus được phân biệt với N. oxyrhynchus ở chỗ có ít vảy trên đường bên hơn (29–32 so với 37–42) và mặt cắt trước lưng dốc thoai thoải hơn.
Nó khác với tất cả các đồng loại ở chỗ có sự kết hợp của các đặc điểm sau: độ sâu cơ thể 43,0–43,2% chiều dài tiêu chuẩn, 15 tia vây ngực, 29–32 vảy trên đường bên, 11–12 hàng vảy phía dưới đường bên và tiết diện phần trước lưng hơi lõm. Các đặc trưng chẩn đoán chi này cũng được xem xét và xác định. Ở đây, Nandus được chẩn đoán là có sự kết hợp của các đặc trưng sau: xương chân bướm ngoài có răng, góc sau lưng của phần dưới nắp mang không tạo ra thành bướu thanh mảnh và đốt sống thứ ba tính từ cuối với gai về phía tim chẻ đôi ở phần xa.